# Lilla Kyllen
Lilla Kyllen är en sjö i Högsby kommun i Småland och ingår i Emåns huvudavrinningsområde. Sjön är 6,5 meter djup, har en yta på 0,195 kvadratkilometer och är belägen 72,3 meter över havet. Vid provfiske har abborre, gers, mört och sarv fångats i sjön.

## Delavrinningsområde
Lilla Kyllen ingår i det delavrinningsområde (633917-152036) som SMHI kallar för Mynnar i Emån. Medelhöjden är 84 meter över havet och ytan är 36,66 kvadratkilometer. Det finns inga avrinningsområden uppströms utan avrinningsområdet är högsta punkten. Sandvadsbäcken som avvattnar avrinningsområdet har biflödesordning 2, vilket innebär att vattnet flödar genom totalt 2 vattendrag innan det når havet efter 35 kilometer. Avrinningsområdet består mestadels av skog (84 procent). Avrinningsområdet har 0,94 kvadratkilometer vattenytor vilket ger det en sjöprocent på 2,6 procent.